# Gabriel Enache
Gabriel Enache est un footballeur roumain né le 18 août 1990 à Mioveni. Il évolue au poste de défenseur au Kyzyljar Petropavl.

## Biographie

### En club
Le 11 juillet 2014, il inscrit un but lors de la Supercoupe de Roumanie gagnée contre le Steaua Bucarest.

### En équipe nationale
Avec les espoirs, il joue sept matchs rentrant dans le cadre des éliminatoires du championnat d'Europe, inscrivant deux buts contre la Slovaquie.
Il joue son premier match en équipe nationale le 7 septembre 2014, contre la Grèce, dans le cadre des éliminatoires de l'Euro 2016 (victoire 0-1 à Le Pirée).

## Palmarès
- Vainqueur de la Coupe de Roumanie en 2014 avec l'Astra Giurgiu
- Vainqueur de la Supercoupe de Roumanie en 2014 avec l'Astra Giurgiu
- Champion de Roumanie en 2016 avec l'Astra Giurgiu
- Vainqueur de la Coupe de la Ligue roumaine en 2016 avec le Steaua Bucarest
- Vice-Champion de Roumanie en 2017 avec le Steaua Bucarest